# Li Shixin
Li Shixin (chinesisch 李世鑫, Pinyin Lǐ Shìxīn; * 12. Februar 1988 in Maoming) ist ein australisch-chinesischer Wasserspringer. Er startet im Kunstspringen vom 1-m- und 3-m-Brett und im 3-m-Synchronspringen.
Im Jahr 2006 gewann Li Shixin erstmals einen Wettkampf im Rahmen des FINA-Diving-Grand Prix. Er konnte sich in den folgenden Jahren jedoch innerhalb des chinesischen Teams nicht für die Saisonhöhepunkte qualifizieren. Seinen größten Erfolg feierte er erst bei der Heimweltmeisterschaft 2011 in Shanghai, wo er vom 1-m-Brett vor seinem Trainingspartner He Min, mit dem er auch in Synchronwettbewerben antritt, und Pavlo Rozenberg die Goldmedaille gewann.
Li Shixin ist Mitglied der Marine der Volksrepublik China.
Nachdem er bereits seine Karriere als Wasserspringer beendet hatte, kehrte er 2019 zurück und startet seitdem für Australien.